# Pallacanestro alla XIV Universiade - Torneo maschile
Il Torneo di pallacanestro maschile della XIV Universiade si è svolto a Zagabria, nell'allora Jugoslavia, nel 1987.

## Classifica
| -       | Paese       | Formazione |
| ------- | ----------- | --- |
| Oro     | Jugoslavia  | Jugoslavia universitaria4 Divac, 5 Petrović D, 6 Arapović, 7 Radulović, 8 Vranković, 9 Radović, 10 Grbović, 11 Petrović A, 12 Milićević, |
| Argento | Stati Uniti | Armstrong · Bryant · Bullard · Elliott · Ferry · King · Leckner · Lewis · McDonald · Richmond · Taylor · Wilson All.: Mike Krzyzewski    |
| Bronzo  | Spagna      | |